# Riksdagen 1600
Riksdagen 1600 hölls i Linköping.
Enligt beslut på riksdagen 1599 i Stockholm kallades till riksdag i Linköping i början av mars 1600. Här skulle domarna falla mot rådsherrarna Gustav Banér, Sten Banér, Hogenskild Bielke, Claes Bielke, Ture Bielke, Bengt Falk, Krister Klasson Horn, Axel Jönsson Kurck, Axel Stensson (Leijonhufvud), Jöran Knutsson Posse, Erik Larsson Sparre, Karl Stenbock och Arvid Eriksson Stålarm. I Linköping tillsattes en domstol bestående av 153 personer, varav 38 adelsmän, 24 krigsbefäl till häst, 20 krigsbefälet till fots, 24 borgare, 23 fogdar och 24 bönder. Domstolens första sittning ägde rum den 3 mars.
Resultatet blev att fem av de anklagade avrättades i Linköpings blodbad den 20 mars.